# Malý upírek
Malý upírek (v originále Petit Vampire) je francouzský animovaný film z roku 2020, který režíroval Joann Sfar jako filmovou adaptaci jeho stejnojmenného komiksu. Snímek měl světovou premiéru na L'Absurde Séance Festivalu dne 7. října 2020.

## Dabing postav
| Louise Lacoste          | malý upírek Boisdormante     |
| Camille Cottin          | Pandora, matka malého upírka |
| Alex Lutz               | Gibbous                      |
| Jean-Paul Rouve         | kapitán mrtvých              |
| Claire de La Rüe du Can | Michel                       |
| Quentin Faure           | Fantomate                    |
| Joann Sfar              | Marguerite                   |
| Ricardo Lo Giudice      | Claude, Bůh nicoty           |
| Vincent Vermignon       | Ophtalmo                     |
| Katia Tchenko           | Mémé                         |
| Sava Lolov              | Pépé                         |
| Loïc Legendre           | Kawaï 1                      |
| Nicolas Lumbreras       | Kawaï 2                      |
| Mara Taquin             | Daïna                        |
| Elisa Ruschke           | učitelka                     |

## Ocenění
- César: nominace na nejlepší animovaný celovečerní film